# Quellpavillon Lindenquelle

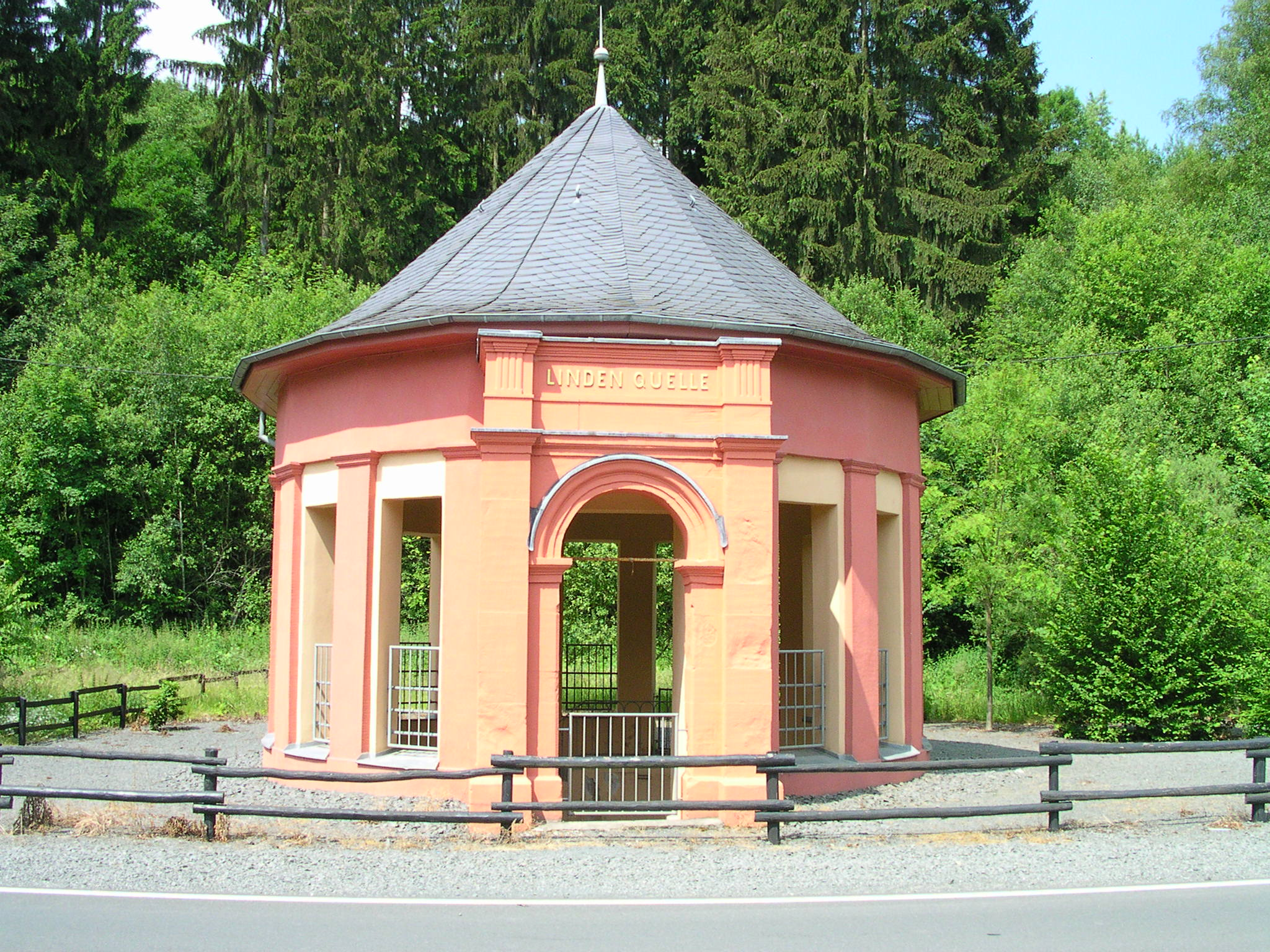
Quellpavillon der Lindenquelle

Der Quellpavillon der Lindenquelle in Birresborn, einer Ortsgemeinde im Landkreis Vulkaneifel (Rheinland-Pfalz), ist eine Brunneneinfassung der Lindenquelle aus der ersten Hälfte des 19. Jahrhunderts. Der Quellpavillon ist ein geschütztes Kulturdenkmal.

## Lage
Die Lindenquelle liegt rund vier Kilometer nördlich von Birresborn auf dem Weg nach Gerolstein.

## Geschichte
Der Kurfürst von Trier Franz Georg Graf von Schönborn ließ im Jahr 1748 den Brunnen unten mit Eichenbrettern und oben mit Hausteinen einfassen. Damit konnte die Quelle erstmals gewerblich genutzt werden und das Mineralwasser fand in der Region Verbreitung.
Um 1820 wurde wieder eine neue Quellfassung erforderlich, um das Abfüllen der Tonkrüge zu erleichtern. Um 1875 verpachtete der preußische Staat die Quelle an einen Privatunternehmer, der die Quelle neu fasste. Im Jahr 2009 wurde der Quellpavillon umfassend renoviert.

## Architektur
Das im neoklassizistischen Stil errichtete runde Brunnenhaus besitzt einen rundbogigen Eingang und acht rechteckige Fensteröffnungen. Dazwischen befinden sich Pilaster, die mit einem einfachen Kapitell enden. Der Rundbau wird von einem schiefergedeckten Spitzdach abgeschlossen, das von einem Dachknauf bekrönt wird. Im Innern führt eine Treppe hinunter zum Brunnenbecken.